# Sibylle Luise Binder
Sibylle Luise Binder (* 8. November 1960 in Stuttgart; † 20. September 2020) war eine deutsche Schriftstellerin.

## Leben
Sibylle Luise Binder arbeitete zunächst als Werbetexterin und Journalistin unter anderem bei PferdeWelt und CAVALLO sowie diversen Mädchenzeitschriften. 1994 erschien ihr erstes Pferdebuch, seit 1998 arbeitete sie als Autorin. Neben Pferdebüchern schrieb Sibylle Luise Binder auch Kriminalromane und Jugendbücher.

## Werke

### Pferde
- „Umgang mit Pferden“ (1994), ISBN 3-8001-7293-3
- „Horse Feelings“ (2001), ISBN 3-440-08132-X
- „Sieg um jeden Preis“ (2002), ISBN 3-505-11789-7
- „Peter O'Toole“ (2002), ISBN 3-89487-435-X
- „Wilde Pferde-Leben in Freiheit“ (2003), ISBN 3-275-01464-1
- „Reiten lernen, ganz entspannt“ (2004), ISBN 3-440-09848-6
- „Kleiner Pferdeatlas“ (2005), ISBN 3-625-10363-X
- „Populäre Irrtümer über Pferde“ (2005), ISBN 3-440-09849-4
- „Was denkt mein Pferd?“ (2006), ISBN  3-440-10642-X
- „Pferde- und Ponyrassen“ (2007), ISBN 3-7855-4493-6
- „Reiten- mein Lieblingshobby“ (2007), ISBN 3-7855-5689-6
- „Reiterspiele und Wettkämpfe“ (2007), ISBN 3-7855-4587-8
- „So verstehst du dein Pferd“ (2007), ISBN 3-7855-4478-2
- „Tipps und Tricks zur Pferdepflege“ (2007), ISBN 3-7855-4482-0
- „Welches Pferd für welchen Reiter?“ (2007), ISBN 978-3-275-01594-8
- „Wer zäumt das Pferd von hinten auf?“ Mehr populäre Irrtümer über Pferde (2008), ISBN 978-3-440-11151-2

### Kinder- und Jugendbücher
- Die „Pferdeparadies Weidenhof“-Reihe mit 12 Fortsetzungen
- Die Reihe „Topas aus dem Elfenwald“ mit 7 Bänden
- „Backstage kiss“ (2001), ISBN 3-505-11373-5

### Kriminalromane
- „Der Mörder war wieder der Gärtner“ (1998), ISBN 3-596-13527-3
- „Mord macht tot“ (1999), ISBN 3-596-14398-5
- „Tierisch giftig: Ein Baden-Württemberg-Krimi“ (2013), ISBN 978-3-8425-1278-8
- „Rosstäuscher: Ein Baden-Württemberg-Krimi“ (2015), ISBN 978-3-8425-1396-9
- „Todesarie: Ein Baden-Württemberg-Krimi“ (2016), ISBN 978-3-8425-1484-3
- „Mord bei den Festspielen“ (2020), ISBN 978-3-8392-2583-7
- „Per Handschlag Mord“ (2020), ISBN 978-3-440-16189-0, Hörbuch: USM Audio (2020), ISBN 978-3-8032-9237-7

### Romane
- „Die Flucht der Trakehner“ (2019), ISBN 978-3-440-15943-9